# Cultura classica di Veracruz

Villaggio della cultura di Veracruz

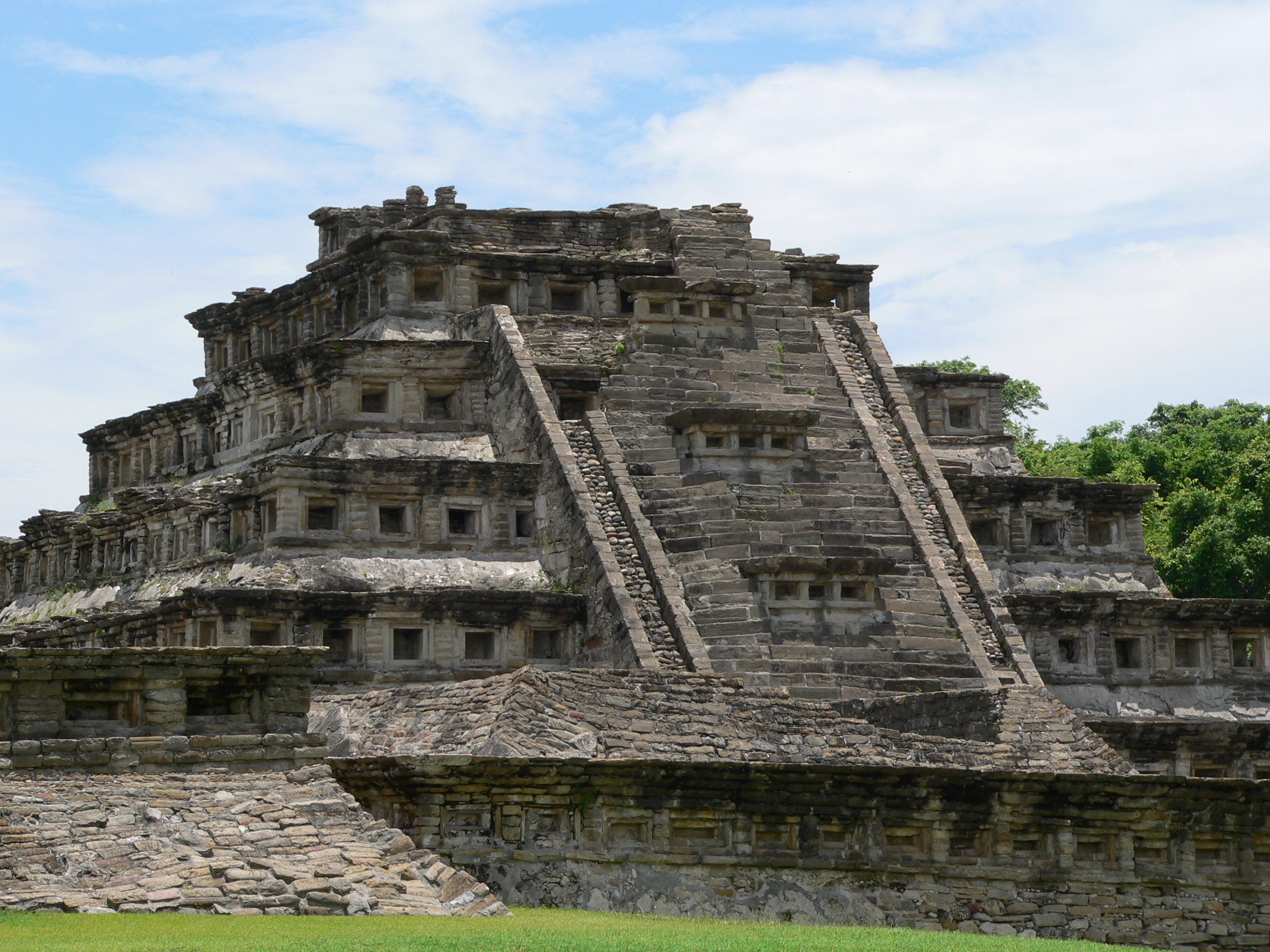
Piramide delle Nicchie a El Tajin

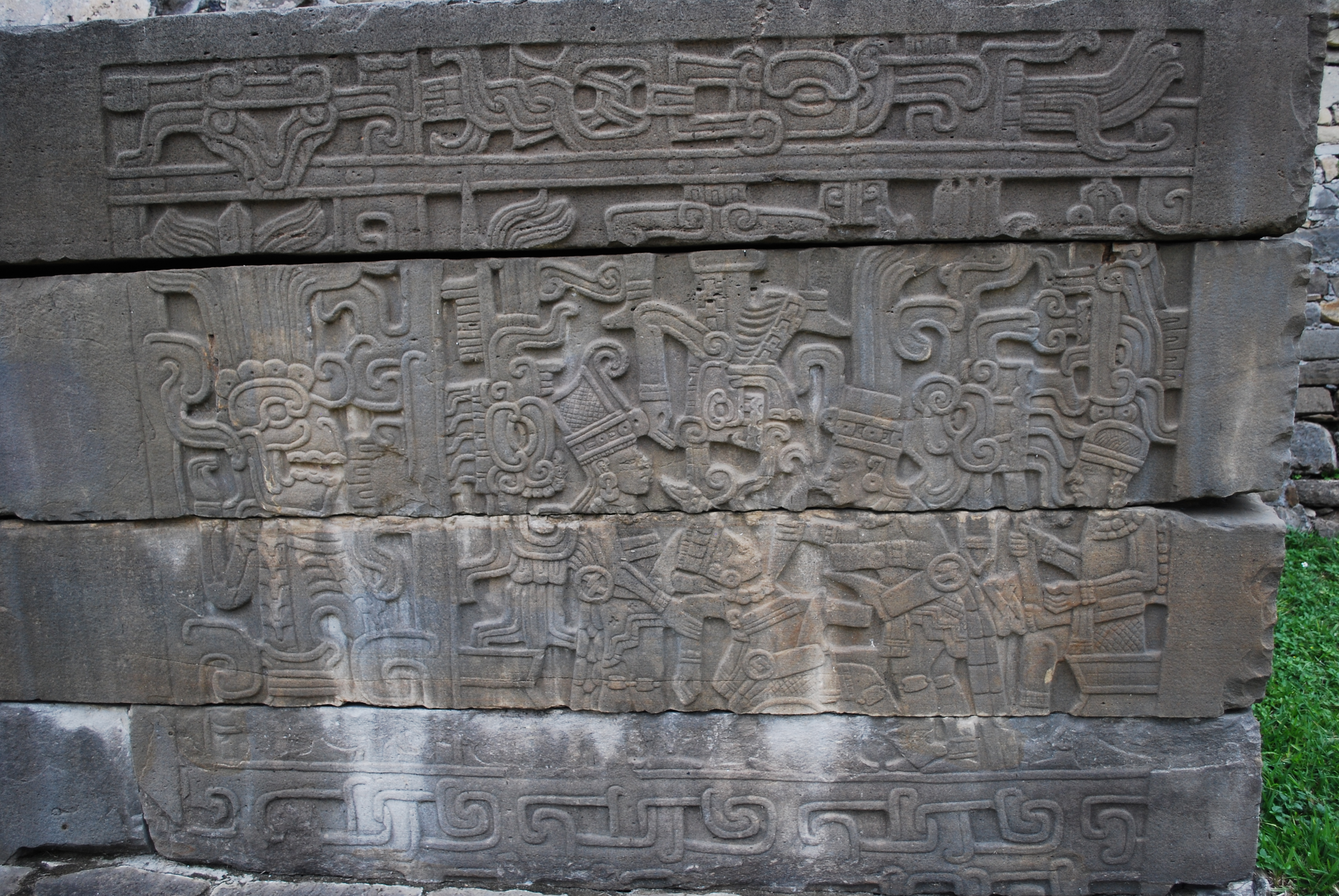
Uno dei murali della zona di gioco di El Tajin, che mostra il sacrificio di un giocatore

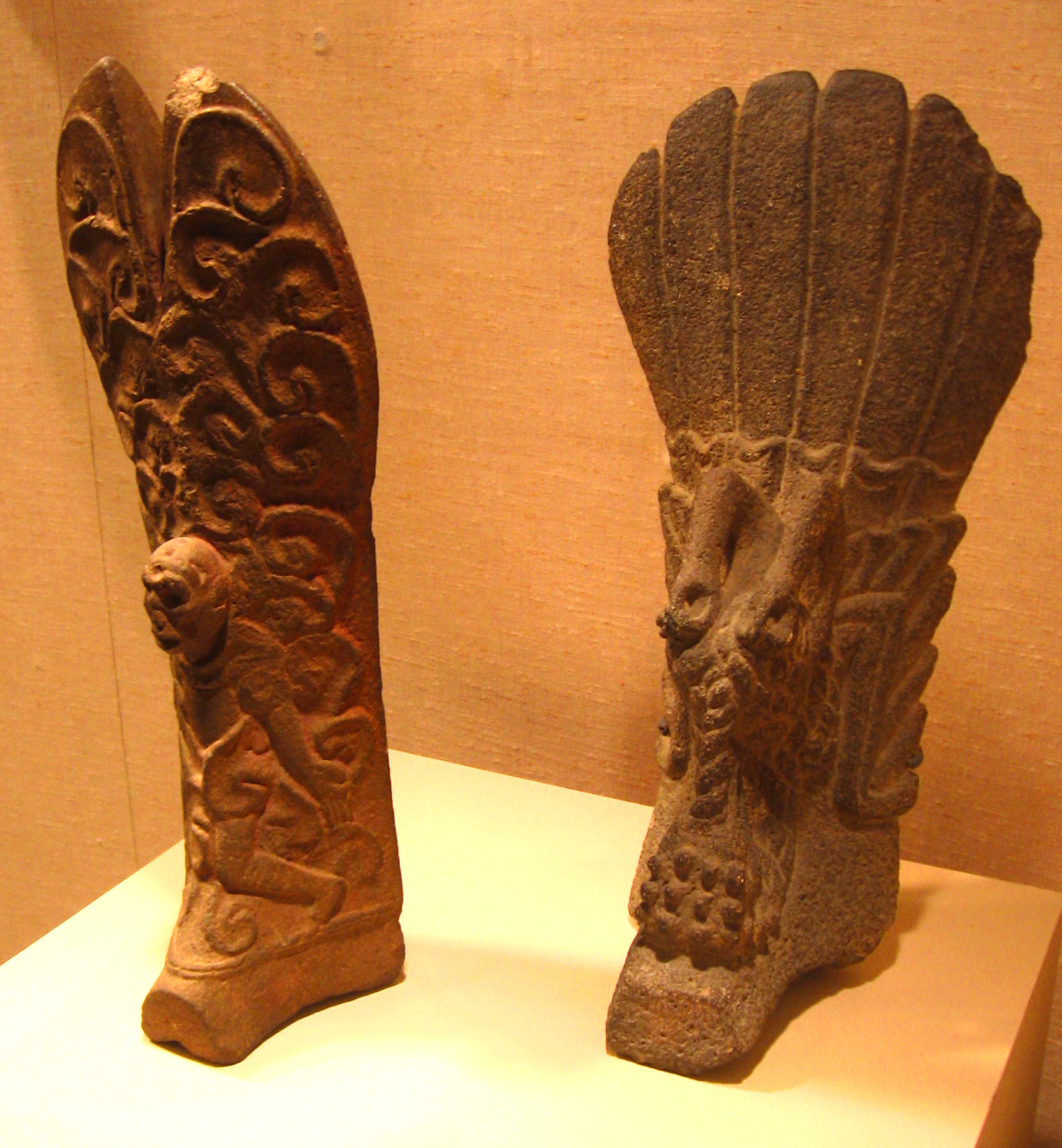
Due palmas, caratteristici della cultura di Veracruz

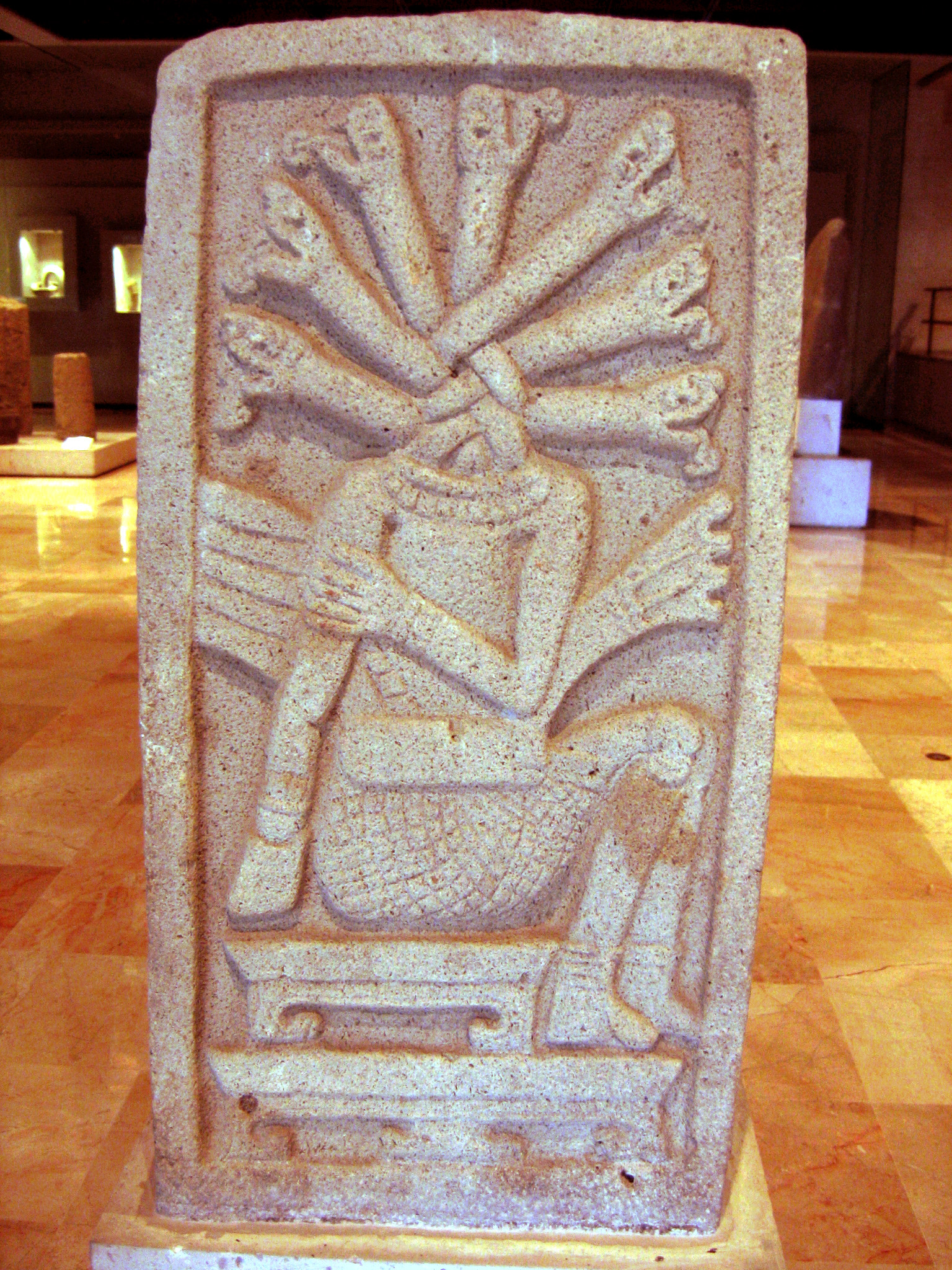
Una stele dal sito di Aparicio, che mostra un giocatore sacrificato, risalente al 400-700 CE

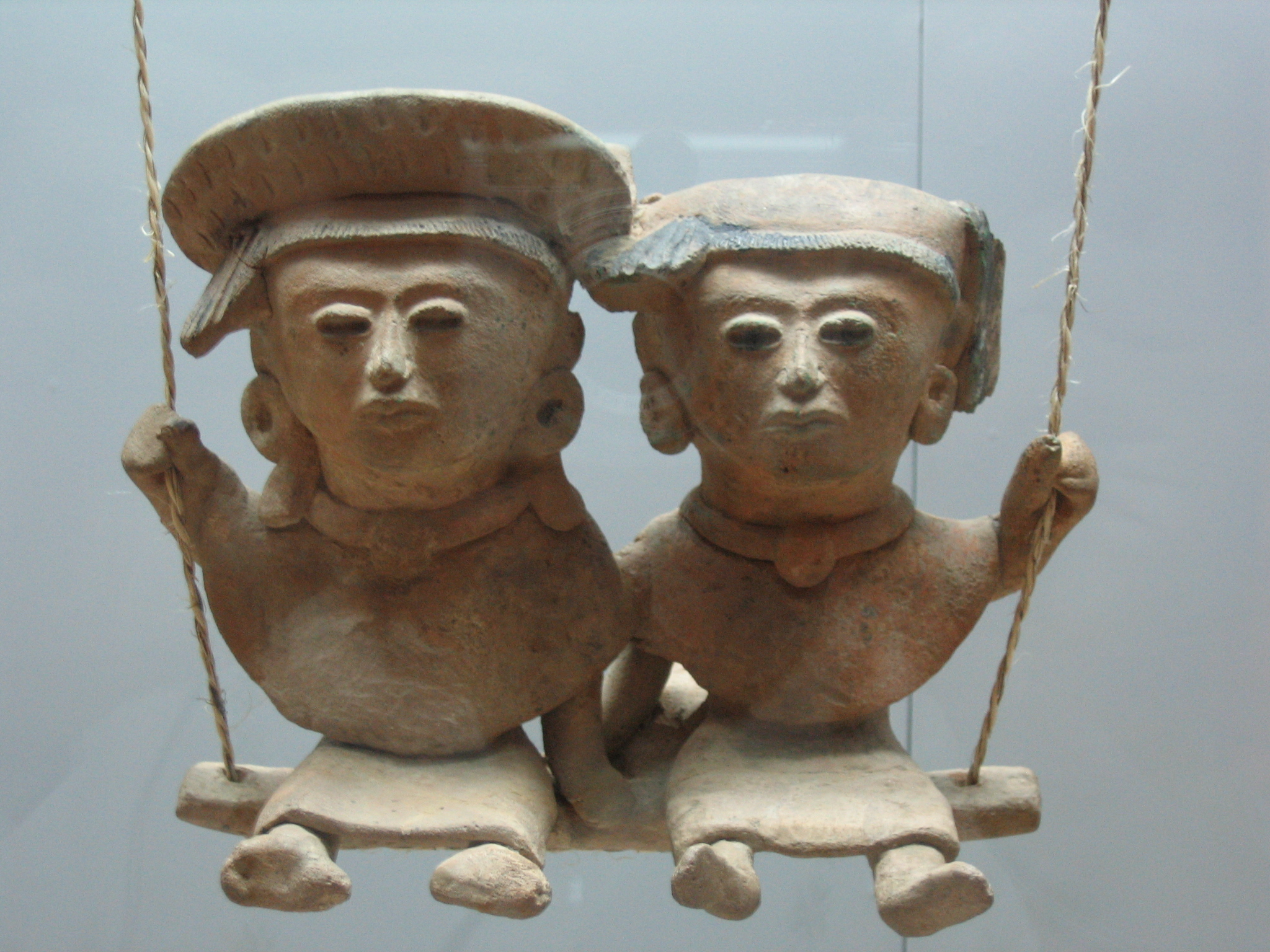
Un paio di figure di Remojadas, 300 CE - 900 CE

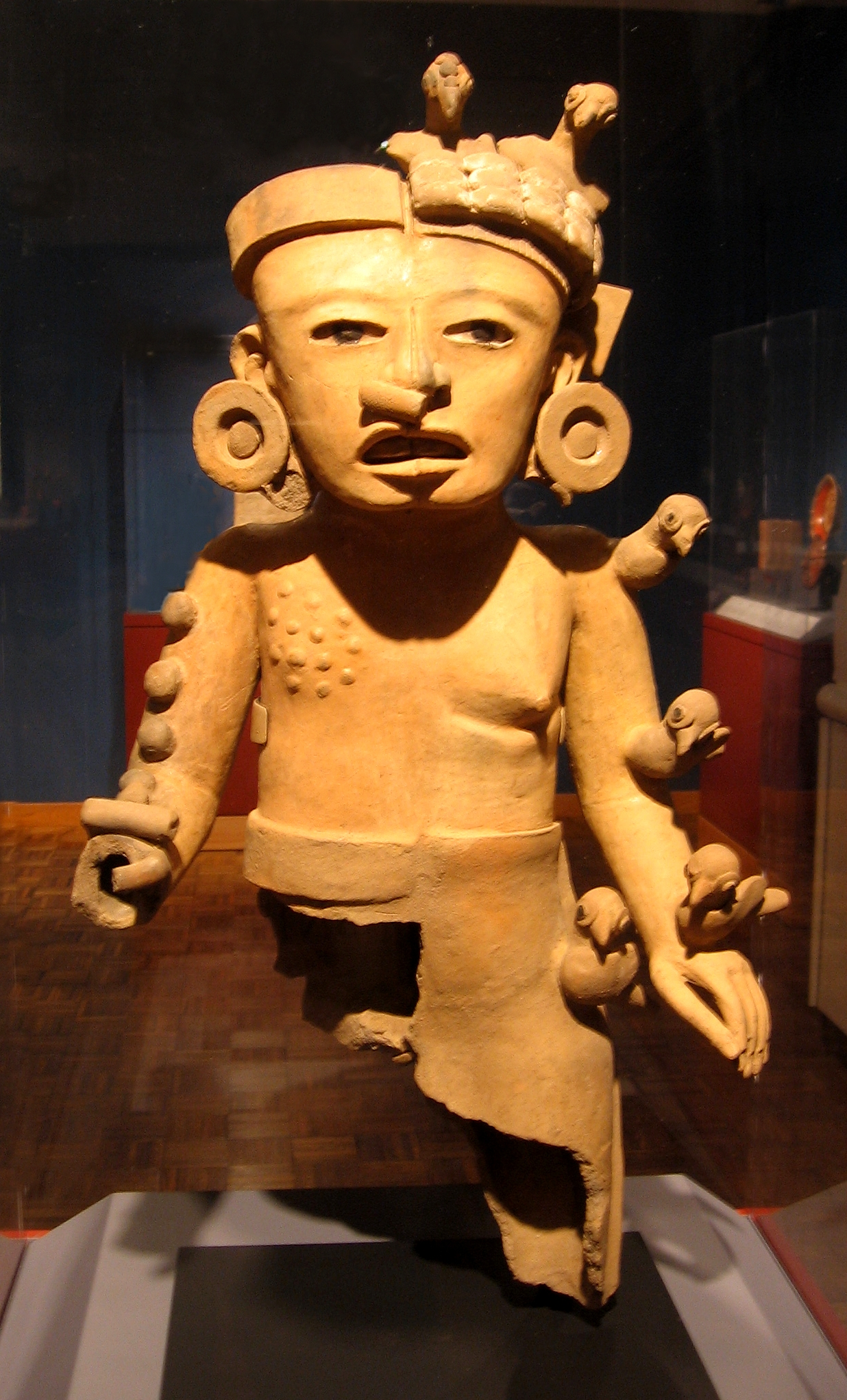
Una figura rappresentante la dualità maschio/femmina a Remojadas

La cultura classica di Veracruz (detta anche cultura classica del Golfo) fu presente nell'area compresa nello stato odierno di Veracruz, tra il 100 e il 1000.
El Tajín fu il centro più importante della cultura; altre zone includono Higueras, Zapotal, Cerro de las Mesas, Nopiloa, e Remojadas; Nopiloa e Remojadas furono importanti centri di produzione di ceramica. L'influenza della cultura si estendeva sulla costa del golfo del Messico, dal fiume Pánuco a nord al fiume Papaloapan a sud.

## Caratteristiche
Il tema che ricorre maggiormente nell'arte della Veracruz classica è il sacrificio umano, particolarmente nel contesto del tlachtli. Questa arte viene rappresentata tramite papiri convoluti su monumentali costruzioni architettoniche, su ceramiche e anche ossa incavate. Almeno un ricercatore ha ipotizzato che le teste e le altre caratteristiche formate dai papiri sono una forma di pittografia scritta della cultura di Veracruz. Questo lavoro di papiri potrebbe essersi evoluto da forme più primitive come gli stili di Chiapa de Corzo e Kaminaljuyu.
Oltre ai papiri, l'architettura è conosciuta per i suoi ornamenti come quelli visti sulla piramide delle nicchie di Tajin. Questi ornamenti producono contrasti di luce e ombra, definiti dallo storico George Kubler "imponente chiaroscuro".
La cultura di Veracruz mostra influenze provenienti da Teotihuacan e dai Maya, ma nessuna delle due è la sua diretta antenata. I "semi" della cultura sembrano provenire almeno in parte dalla cultura degli Epi-Olmechi, soprattutto dalle zone di Cerro de las Mesas e La Mojarra. La cultura di Veracruz viene a volte associata ai Totonachi, che nel periodo della conquista del Messico occupavano questi territori. Non ci sono prove sostanziali del fatto che fossero i Totonachi ad aver dato origine a questa cultura del golfo.

## Struttura sociale
Le sculture, i bassorilievi e la distribuzione dell'architettura nei centri regionali indicano una stratificazione della società della cultura di Veracruz. I capi comandavano questi centri regionali di medie dimensioni - che non si estendevano oltre 2000 km² - mantenendo il loro potere tramite mezzi politici e religiosi, sacrifici di sangue e umani, e la guerra. La maggior parte della popolazione viveva in case isolate o piccoli villaggi.
Come gli Epi-Olmechi e gli Olmechi prima di loro, la cultura di Veracruz si basava sull'agricoltura e la caccia. Tra i componenti più importanti della loro dieta vi erano il mais e i pesci. Il cotone era largamente usato. 
La cultura di Veracruz venerava molte divinità comuni nella mitologia mesoamericana, come per esempio un dio della morte (venerato soprattutto a El Tajin e associato al dio degli Aztechi Mictlantecuhtli) e un mostro della terra (probabilmente associato a una divinità della cultura olmeca).

## Tlachtli
Ogni centro culturale della zona aveva almeno una zona di gioco adibita al tlachtli; ad El Tajín sono stati ritrovati 18 zone adibite a tale gioco. Durante il periodo Tardo Classico il gioco del tlachtli raggiunse l'apice di popolarità in queste zone presso il golfo del Messico.
I rituali del tlachtli sono visibili spesso nell'arte monumentale della cultura di Veracruz. Le mura della zona di gioco più grande a El Tajin mostrano dei murali incavati che rappresentano il sacrificio umano nel contesto del gioco.
Caratteristica della cultura di Veracruz è la presenza di equipaggiamento del gioco tlachtli fatto in pietra: gioghi, hachas, e palmas. I gioghi sono pietre a forma di U portate al collo dai giocatori di tlachtli, e le hachas e le palmas sono collegate sopra tali pietre. Si suppone che i gioghi di pietra siano versioni rituali dei gioghi di cuoio, cotone e legno, anche se non sono stati ritrovati tali manufatti. Mentre sia i gioghi che le hachas sono state trovate in diverse zone comprese tra Teotihuacan e l'odierno Guatemala, le palmas sono state ritrovate principalmente nella regione settentrionale dello stato di Veracruz.

## Ceramiche
Remojadas e Nopiloa, situate entrambe presso il limite sud della zona di influenza della cultura, furono i due centri più importanti per quanto riguarda la produzione di oggetti in ceramica: figure come i Sonrientes (facce sorridenti) e altri manufatti cavi, diversi dei quali funzionano come fischi o flauti. Alcune delle figure provviste di ruote provengono dalla zona di influenza della cultura di Veracruz.